# Пташине молоко (кулінарія)
Пташи́не, або пта́ше, молоко́, молочко́ (пол. ptasie mleczko) — центральноєвропейський кондитерський виріб, що виник у Польщі. Невеликий глазурований шоколадом батончик із м'якою начинкою зі збитого яєчного білка.
Цукерки з напівповітряною начинкою «маршмеллоу» почали випускати в Польщі в 1936 році приблизно за тим самим рецептом, що й зефір, тільки без додавання яєць, варшавською кондитерською фабрикою E.Wedel під назвою «Пташине молоко» (пол. ptasie mleczko).
У попередні десятиліття (60-80-ті роки) «Пташине молоко» за своїм складом було дуже дешевим виробом, а в 90-ті роки стало дорогим (яйця, цукор, олія, борошно). Однак воно і тепер може конкурувати з фабричними тортами, тістечками і зручне для виготовлення та споживання на місці, в домашніх умовах.

## Історія

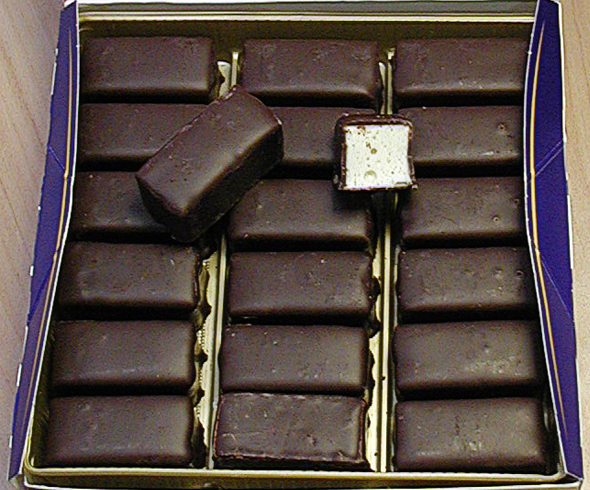
Пташине молоко Wedel

У Польщі кондитерська фабрика E. Wedel розробила і запатентувала товарний знак № 27069 від 10 липня 1936 на «Пташине молоко». Фабрика була націоналізована в 1949 році та не продовжила дію товарного знаку. Фабрика була приватизована наприкінці 1980-х років і отримала у 2010 році виключне право на торгову марку «Пташине молоко» на терені Євросоюзу.
У СРСР після поїздки міністра харчової промисловості в Чехословаччину в 1967 році, де він був вражений дуже смачними збивними цукерками місцевого виробництва, представників всіх кондитерських фабрик країни зібрали на московському «Рот-Фронт» і дали кондитерам завдання зробити такі самі цукерки — за зразком, але без рецепта. У 1967 році Владивостоцька кондитерська фабрика (технолог — Ганна Чулкова) розробила і почала випускати цукерки «Пташине молоко». Владивостоцька фабрика єдина в СРСР виконала план з випуску цих цукерок — було виготовлено 12 тонн, в той час, як всім кондитерським підприємствам було дано вказівку провести 6 тонн. Надалі, завдяки механізації процесу ручної праці і зміни технології виготовлення, випуск досягав вже 35 тонн в місяць. Рецептуру і технологію приготування цукерок визнали найкращою в СРСР.
Перші експериментальні партії «Пташиного молока» випускалися починаючи з 1968 року на фабриці «Рот Фронт». Але через складну технологію партії були невеликими, рецептурна документація Міністерством харчової промисловості СРСР не була затверджена.
На території Росії правом на товарний знак «Птичье молоко» з 1993 року володіє ВАТ «Рот фронт»
Багато фабрик випускають цукерки «Пташине молоко», і кожне підприємство прагне збільшити свої продажі. Термін придатності «класичних» цукерок— 15 діб.
Традиційна упаковка «Пташиного молока» містить три види цукерок: вершкові (ванільний смак), шоколадні (ромово-мигдалевий смак) і лимонні. Кожного виду повинно бути порівну і лише в стандартній упаковці — 300 г.